# Unnecessary Roughness
Unnecessary Roughness is de zestiende aflevering van het zevende seizoen van het tienerdrama Beverly Hills, 90210, die voor het eerst werd uitgezonden op 22 januari 1997.

## Verhaal
Nu Donna een nieuw telefoonnummer heeft wordt ze niet mee lastiggevallen totdat ze een bos bloemen voor haar deur ziet liggen. Ze zijn voor haar met een briefje van haar grootste fan en ze wordt nu echt bang omdat hij nu weet waar ze woont. Later praat ze met Clare op de universiteit en ze ziet ineens Garrett Slan die haar aangevallen heeft in het verleden (zie Love Hurts). Niemand gelooft haar omdat Garrett nog vast moet zitten in de gevangenis, maar ze weet het zeker. Ze wordt nu helemaal achterdochtig en als ze ’s nachts willen gaan slapen dan checkt ze de sloten een paar keer, dit maakt de andere helemaal gek. Kelly en Clare nemen Donna mee voor een avondje uit en proberen haar gedachten te verzetten. Op het begin lukt dit en ze heeft een gezellige avond. Als ze de bij de After Dark zijn en weg willen gaan wordt Donna bijna aangereden door een auto die met vol gas op haar inrijd. Nu weet ze het zeker, er heeft iemand op haar gemunt en het moet wel Garrett zijn. De volgende dag is Donna de post aan het doornemen van haar ouders die op vakantie zijn. Bij een brief raakt ze helemaal overstuur, het is een brief van twee weken geleden van de gevangenis met de melding dat Garrett vrij is gelaten.
Brandon is met Tracy mee naar haar ouders ranch, haar ouders zijn met vakantie en ze moeten op de ranch letten. Als ze daar aankomen dan maakt Brandon meteen kennis met Sam een jongen van de buurt en een ex-verloofde van Tracy. Sam wil Tracy terug en maakt dat ook duidelijk en probeert Brandon en Tracy zo veel als mogelijk te storen in hun intieme momenten. Tracy probeert hem duidelijk te maken dat zij niets meer voor hem voelt en dat zij nu met Brandon gaat. Brandon gaat toch twijfelen en Tracy slaapt met hem om hem duidelijk te maken dat hij degene is waar ze verliefd op is.
Het weekend van de Super Bowl komt eraan en David en Tom hebben besloten om de After Dark om te toveren naar een football arena, dit tot ergernis van Valerie die niet zo van sport houdt. David herinnert haar eraan dat hij mede eigenaar is. Steve en Dick hebben iets bedacht om iets aan de Super Bowl te verdienen, ze hebben Franse T-shirts gekocht met een voetbal er op geplakt om dit te verkopen. Alleen ze hebben een probleem als ze binnenkomen, een voetbal is in Europa anders dan een football in Amerika. Ze hebben nog veel werk te doen. Als het weekend erop zit dan beseft Valerie dat zij David te hard heeft aangepakt met haar anti sport houding dat ze besluit om een bureau te kopen die groot genoeg is voor twee personen. Nu heeft David ook een plekje op kantoor.

## Rolverdeling
- Jason Priestley - Brandon Walsh
- Jennie Garth - Kelly Taylor
- Ian Ziering - Steve Sanders
- Brian Austin Green - David Silver
- Tori Spelling - Donna Martin
- Tiffani Thiessen - Valerie Malone
- Joe E. Tata - Nat Bussichio
- Kathleen Robertson - Clare Arnold
- Jill Novick - Tracy Gaylian
- Kane Picoy - Tom Miller
- Dan Gauthier - Dick Harrison
- David Bowe - Garrett Slan